# 석불입상
석불입상(石佛立像)은 대한민국 서울특별시 성북구 성북동 간송미술관에 있는 고려시대의 석불이다. 1974년 5월 12일 서울특별시의 유형문화재 제30호 석조미륵불입상(石造彌勒佛立像)로 지정되었다가, 2009년 6월 4일 현재의 명칭으로 변경되었다.

## 개요
석불입상은 장대한 돌기둥과 같은 모습으로 마멸이 심한 편은 아니지만 발목부분이 결실되어 있다.
얼굴은 몸체에 비해 큼직하고 상체에 비해 하체가 매우 길게 표현되어 있어 신체 비례에서 어색한 느낌을 준다. 특히 두 손과 팔은 몸에 비해 큰 반면, 왼쪽 팔뚝은 유난히 가늘어서 전반적으로 균형이 맞지 않는 모습이다. 머리는 소발(素髮)이며 정상에 솟아나 있는 육계(肉髻)는 머리카락을 틀어 올린 형태로 큼직하게 표현되었다. 얼굴은 사각형으로 넓은 편이며 이마를 유난히 좁게 표현하였으나 눈ㆍ코ㆍ입이 상대적으로 크게 표현되었다. 목에는 삼도(三道)가 새겨져 있으나 보수된 흔적이 남아있다. 이 불상은 거친 화강암으로 되어 있고 얼굴의 마모 또한 심한 편이지만 토속적인 얼굴에는 입과 뺨으로 흐르는 자비로운 미소가 느껴지는 듯하다. 돌부처를 흔히 '미륵'이라고 불렀던 것처럼 이 불상도 미륵불로 조성되었던 것으로 볼 수 있다.
상체는 사각형에 가깝고 가슴부분 역시 입체감이 전혀 보이지 않는 밋밋한 모습으로 처리되었으며 왼쪽 어깨를 덮고 있는 우견편단(右肩偏袒)의 법의에서도 옷 주름이 평면적인 몸신을 따라 사선 방향으로 간략하게 나타내었다. 두 팔은 가슴 위로 올려서 모으고 있는데 두 손에는 무언가를 쥐고 있는 듯하나 일부가 파손되어 정확하게 알 수 없다. 사각형의 돌기둥처럼 처리된 몸체는 아래로 갈수록 굵어지며 불상의 뒷면에도 옷 주름이 표현되었으나 앞면에 비해 투박하고 마모가 심해서 알아보기가 어렵다.
석불입상은 세련된 형태나 균형감의 아름다움을 볼 수 없지만 투박하면서도 소박한 모습에서 토속적인 경향을 보여주고 있어, 조성연대는 고려시대로 추정된다.

## 동산화된 부동산문화재
간송 전형필이 수집한 석조 문화재들로 현재 간송미술관 경내로 이전되어 동 미술관의 야외 전시물로 기능하고 있다.

## 참고 자료
- 석불입상 - 국가유산청 국가유산포털

 본 문서에는 서울특별시에서 지식공유 프로젝트를 통해 퍼블릭 도메인으로 공개한 저작물을 기초로 작성된 내용이 포함되어 있습니다.